# Albolote
Albolote är en kommun i Spanien. Den ligger i provinsen Provincia de Granada och regionen Andalusien, i den södra delen av landet, 300 km söder om huvudstaden Madrid. Antalet invånare är 18 088. Albolote ligger vid sjön Pantano de Cubillas.